# Saffelbergkapel

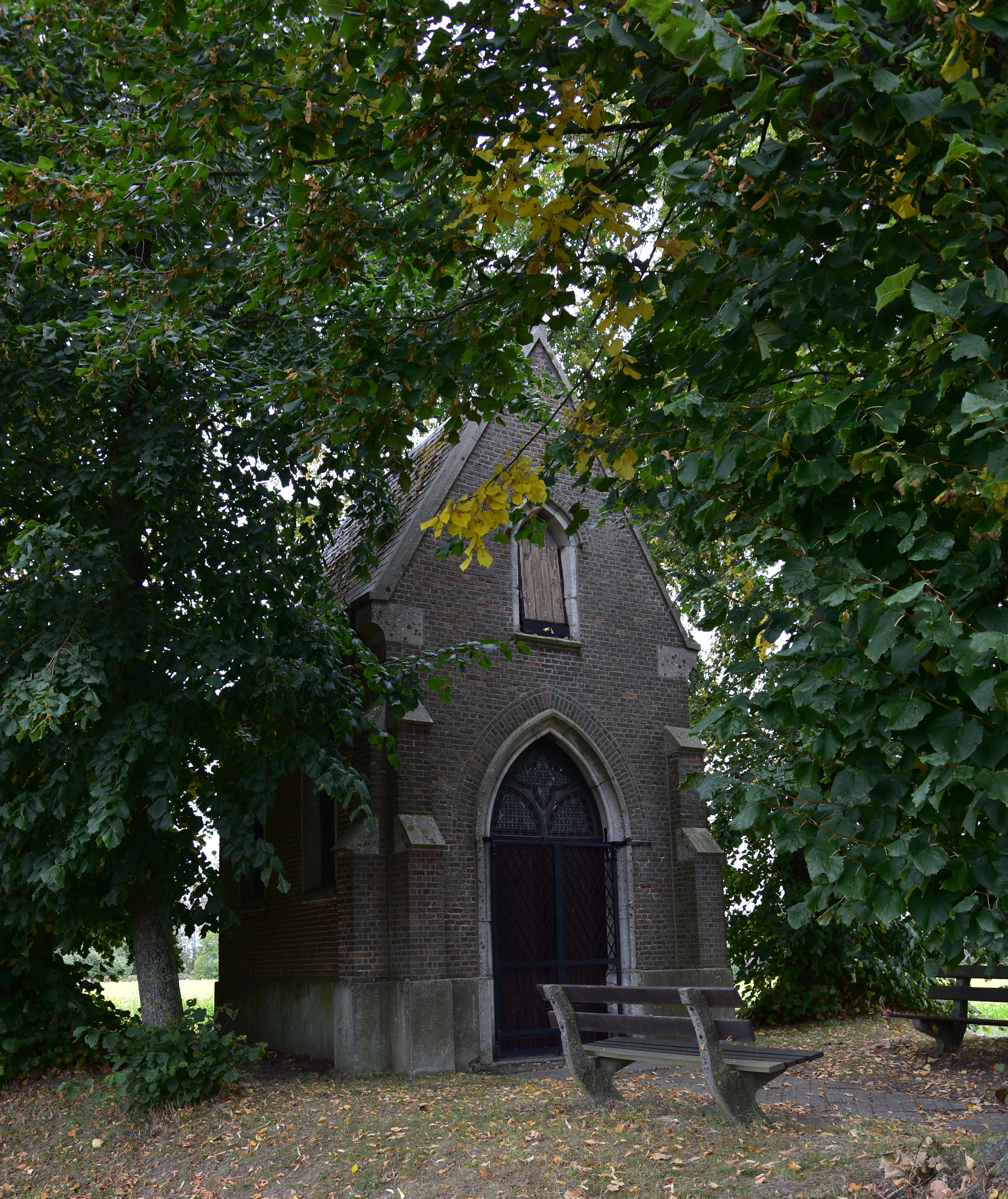
De Saffelbergkapel

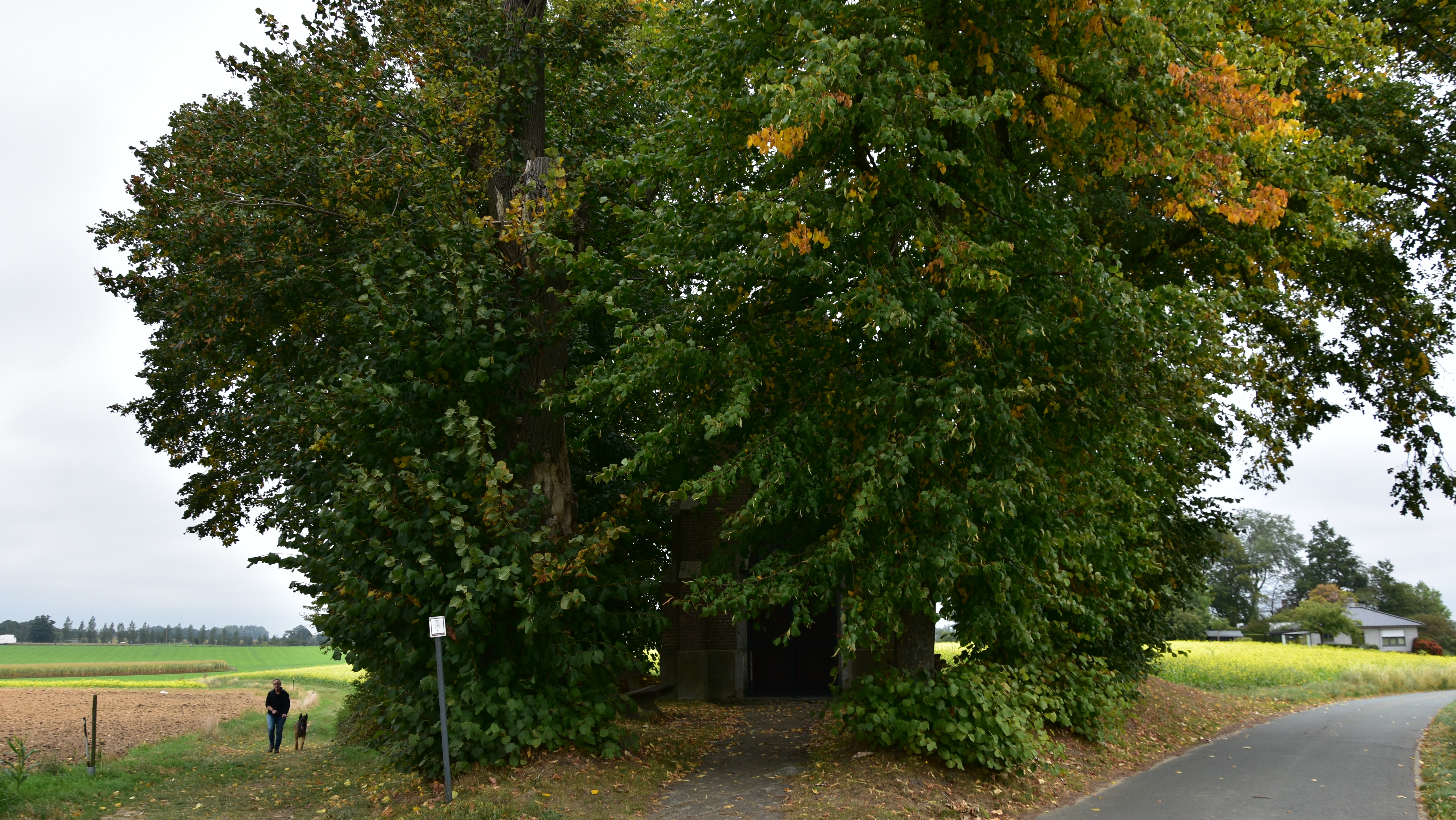
De Saffelberg met de kapel

De Saffelbergkapel, ook Onze-Lieve-Vrouwkapel genoemd, is een kapel in Sint-Kwintens-Lennik, een deelgemeente van de Vlaams-Brabantse gemeente Lennik. De kapel is gelegen op de driesprong aan de Saffelbergstraat en is samen met de omringende lindebomen beschermd als cultuurhistorisch landschap.

## Historiek
Reeds op historische kaarten uit de 19de eeuw staat een kapel op deze plek aangeduid, maar de oprichting van de kapel zou nog verder teruggaan tot de 16de eeuw. Deze oude en nog groter kapel werd in 1879 vervangen door het huidige exemplaar. In 1993-1994 vond een restauratie plaats waarbij het interieur herschilderd werd en de buitenmuren hervoegd. Het Onze-Lieve-Vrouwbeeld kreeg ook een nieuw kleed en mantel. 

## Architectuur
De neogotische kapel bestaat uit twee traveeën met een driezijdige sluiting onder een leien zadeldak. Het gebedshuis is opgetrokken in baksteen met gebruik van witte natuursteen voor de dekstenen, de schouderstukken en de deur- en vensteromlijstingen. De puntgevel wordt op de hoeken afgebakend door telkens twee haaks geplaatste steunberen en bevat een spitsboogvormige houten toegangsdeur met een maaswerkmotief. Daarboven zit een spitsboogvormige vensteropening afgesloten met een luik. De kapel is bekroond met een natuurstenen kruis. 
Binnenin zijn de muren witgepleisterd en het gewelf aan het plafond domineert de ruimte. Er bevindt zich een relatief eenvoudig wit portiekaltaar met een beeld van Onze-Lieve-Vrouw met kind. 
Ze is omgeven door een krans van linden en beuken, op de ca. 80 meter hoge Saffelberg. Bovendien bevindt de kapel zich naast de oude baan Asse-Edingen. 

## De legende rond de kapel op de Saffelberg
De Onze-Lieve-Vrouwkapel werd volgens een legende opgericht door een Vlaamse ridder die in het verliezende kamp stond tijdens een veldslag die in het jaar 1333 op het gehucht Ter Helleken geleverd werd tussen Vlamingen en Brabanders. Hij verschool zich in de beboste heuvel van Saffelberg en in ruil voor zijn behoud, beloofde hij een Mariakapel te bouwen. 
Tot de Tweede Wereldoorlog trokken Mariavereerders op zondag naar de kapel om er de rozenkrans te bidden. Vandaag is de kapel nog steeds een bekende bedevaartkapel. Zo vindt er jaarlijks in mei parochiebedevaart plaats die al sinds 1941 bestaat. 